# Železniční nehoda u Tahty
Železniční nehoda u Tahty byla srážka vlaků, ke které došlo u města Tahta v provincii Suhag v Horním Egyptě dne 26. března 2021.
Ke srážce došlo asi 460 km jižně od hlavního města Káhiry, když do stojícího vlaku č. 157 Alexandrie – Luxor, který stál z důvodu použití záchranné brzdy některého z cestujících, narazil zezadu vlak č. 2011 Asuán – Káhira, což vedlo k převrácení 2 posledních vozů.
Z původních 32 obětí byl počet snížen na 19 a počet zraněných se zvýšil na 185. K ošetření cestujících bylo vysláno 72 sanitek. Zranění byli převezeni do nemocnic ve městech Suhag, Tahta a Maragha.